# Taxodium mucronatum
Taxodium mucronatum (Таксодіум мексиканський) — вид хвойних рослин родини кипарисових.

## Поширення, екологія
Країни поширення: Гватемала; Мексика (Чьяпас, Коауїла, Дуранго, Гуанахуато, Герреро, Ідальго, Халіско, Мексиканський Федеральний Округ, Мексиканський штат, Мічоакан, Морелос, Наяріт, Нуево-Леон, Оахака, Пуебла, Керетаро, Сан-Луїс-Потосі, Сіналоа, Сонора, Табаско, Тамауліпас) ; США (Техас). Населяє прибережні райони, болота і струмки. Досі найбільш поширений на прибережних територіях. Часто є основним компонентом заплавних лісів, іноді утворюючи чисті поселення, або зростає разом з Platanus, Populus, Salix, Ficus, Inga та ін. Вид зазвичай росте в каньйонах у посушливих регіонах, де його коренева система може забезпечити постійний доступ до ґрунтової води. Висотний діапазон: (20)160–2700 м.

## Морфологія
Це велике вічнозелене або напіввічнозелене дерево росте до 40 м у висоту і зі стовбуром 1–3 м діаметром. Один зі зразків, дерево у Санта-Марія-дель-Туле, Оахака, Мексика, є найтовстішим деревом у світі з діаметром 11,42 м. Дерево має широку, розлогу кроною з сильним, горизонтальними гілками і тонкими, повислими гілочками. Листки розташовані по спіралі, але скручені біля основи й лежать в двох горизонтальних рядах, 1–2 см  в довжину і 1–2 мм ширину. Шишки яйцюваті, 1,5–2,5 см в довжину і 1–2 см ширину.

## Використання
Це дерево, безсумнівно, використовувалось як джерело деревини з незапам'ятних часів, але, можливо, його найвідоміше доколумбове використання було «викликання дощу», а також як лікувальне. Ацтеки посадили його на вулицях, садах і площах Вальє-де-Мехіко; деякі з цих функцій як і раніше існують сьогодні. У Мексиці, ця традиція зараз триває, і древні дерева зберігаються, а нові саджаються. Його комерційна цінність обмежена у зв'язку з м'якістю і слабкістю деревини.

## Загрози та охорона
Основна загроза в даний час пов'язана зі змінами рівня ґрунтових вод.